# 新汇丰大楼

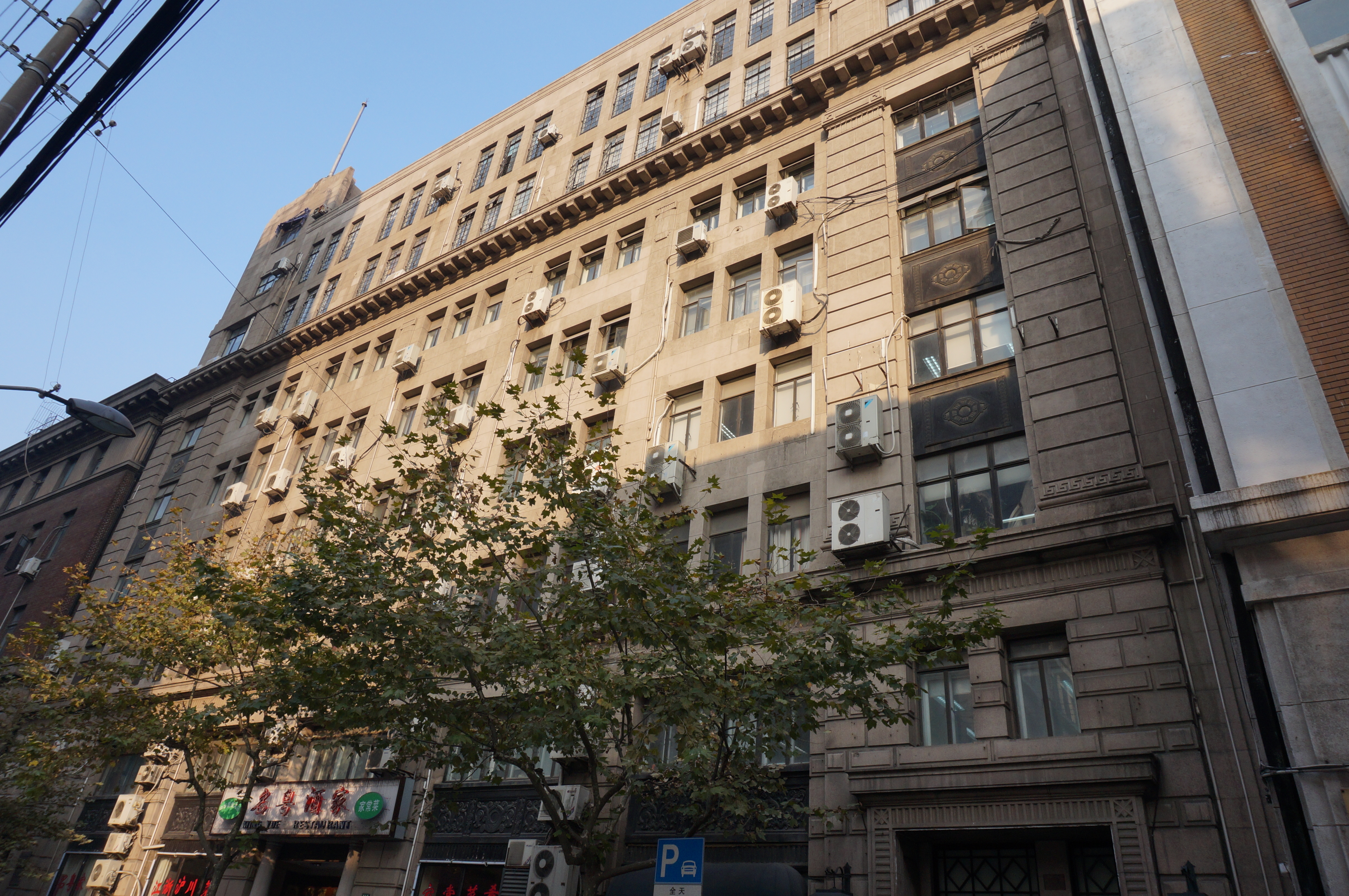
汇丰大楼

新汇丰大楼，又名小汇丰大楼，是中国上海的一座历史建筑，位于黄浦区四川中路220号，建于1928年，坐东朝西，钢筋混凝土结构，共8层。该建筑为简化的新古典主义风格，立面对称，设有通贯的壁柱。该建筑原为滙豐銀行职员宿舍。1949年后为上海市政府参事室。1996年以后部分出租。
1994年，该建筑已被列为第二批上海市优秀历史建筑，编号A-Ⅲ-048。